# Hawaii, Oslo
Hawaii, Oslo è un film del 2004 diretto da Erik Poppe.
Il film ha ricevuto critiche positive e ha vinto due Premi Amanda nel 2005.

## Trama
Ad Oslo, nel giorno più caldo dell'anno, si intrecciano le vicende di vari personaggi, ognuno con le proprie preoccupazioni e con i propri sogni.